# Kindertanz

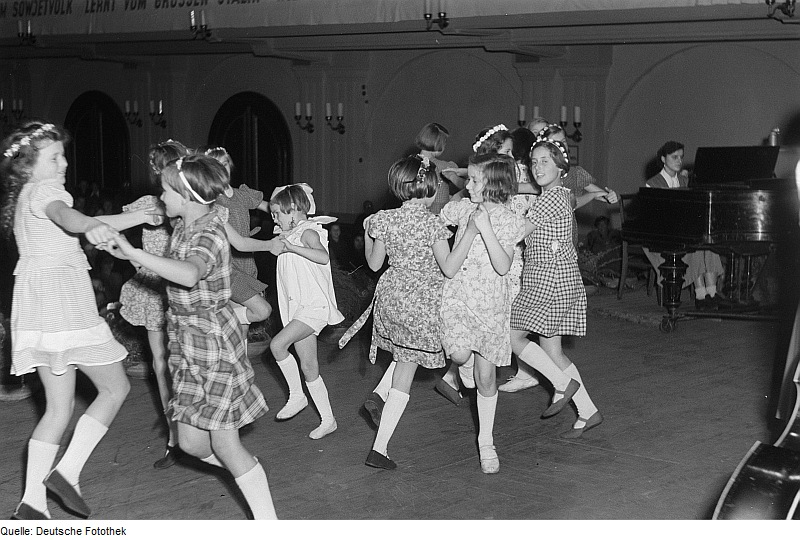
Darbietung einer Kindertanzgruppe (1952)

Kindertanz ist die tänzerische und musikalische Früherziehung in jungen Jahren.
Beim Kindertanz erlernen Kinder ab zwei Jahren spielerisch Bewegungsformen zu verschiedenen Rhythmen und Musikrichtungen. Dabei wird das Bewusstsein für den Umgang mit dem eigenen Körper, Bewegungen und Rhythmus geschult. Je nach Alter unterscheidet sich das Programm des Kindertanzens – von einfachen Bewegungsabläufen über kleinere und größere Choreographien bis hin zu Tanzauftritten variieren die Aufgaben.

## Ganzheitliche Förderung

### Körperliche Kompetenzen
Durch rhythmische und räumliche Spiele, Tanzübungen und leichte Choreographien verbessern Kinder ihre Koordination sowie Körperhaltung und fördern und erhalten ihre Gelenkigkeit. Dadurch werden Bewegungsabläufe verankert und die Kinder gewinnen an Sicherheit- gleichzeitig wird die Muskulatur nachhaltig gestärkt, Kondition und Kraft werden ausgebaut. Die Entwicklung der Körpermitte sowie der Ausdruckskraft wird gestärkt. Raumgefühl und Haptik werden durch zusätzliche Elemente wie Jongliertücher, Musikinstrumente, Kissen, Decken und Matten verbessert.
Tanzen fördert also den gesamten motorischen Bereich.

### Geistige Kompetenz
Durch das regelmäßige Üben wird die Wahrnehmung sensibilisiert. Gleichzeitig entwickeln die Kinder durch die bewältigten Aufgaben und die daraus resultierenden Erfolge Selbstbewusstsein und lernen ein natürliches Auftreten. Durch die spielerische und musikalische Arbeit, etwa in Form von Improvisation und Rollenspielen, werden die Kreativität und Phantasie gefördert. Auf diese Weise können Kinder einen eigenen Stil ausbilden und ihre Ausdrucksfähigkeit prägen. Darüber hinaus werden Alltagserlebnisse aus der Kindertagesstätte bzw. Schule verarbeitet.

### Soziale Kompetenz
Durch die Regelmäßigkeit des Tanztermins entstehen Rituale- diese sind für die Entwicklung und Vorbereitung auf Kindergarten, Schule etc. wichtig. Ebenso lernen die Kinder spielerisch sich an Regeln zu halten, eine bedeutsamer Erziehungsfaktor. Die Zusammenkunft mit anderen Kindern bringt so früh einen Gemeinschaftssinn hervor und lässt eine Gruppendynamik entstehen. In Spielen und Partnertänzen überwinden sie ihre Berührungsängste. Außerdem wird der Umgang mit neuen Situationen außerhalb des gewohnten Umfelds erleichtert- so wird das Sozialverhalten gefördert und es entsteht Selbstvertrauen.

## Praktische Umsetzung
Um die unterschiedlichen Anforderungen an die verschiedenen Entwicklungsstufen eines Kindes anzupassen, gibt es Altersgruppen. So ist bei zwei bis drei Jahre alten Kindern eine Bezugsperson wichtig, die im intensiven Kontakt mit ihnen steht und ihnen bei der Bewältigung der Aufgaben hilft.
Kinder im Alter von drei bis vier Jahren können schon eigenständig Bewegungen ausführen und kleine Choreographien erlernen. Im Alter von fünf bis sieben Jahren sind bereits verschiedene Kombinationen und Formationen möglich, wobei die Möglichkeit eines Auftritts die Kinder besonders motiviert und fördert. Bei Kindern im Alter von acht bis zehn Jahren entwickeln sich die Vorlieben, das heißt, ein Kind entscheidet sich, ob es zum Gesellschafts- bzw. Standardtanz, Volkstanz oder zum Schautanz, wozu beispielsweise Jazz- und Modern Dance sowie Hip-Hop gehören, wechseln möchte.